# Vauvenargues (Bocas do Ródano)
Vauvenargues é uma comuna francesa na região administrativa da Provença-Alpes-Costa Azul, no departamento de Bocas do Ródano. Estende-se por uma área de 54,31 km². Em 2010 a comuna tinha 1 027 habitantes (densidade: 18,9 hab./km²).